# Lynn Johnston
Lynn Johnston (né le 28 mai 1947 à Collingwood) est une auteure de bande dessinée et illustratrice canadienne, connue pour le comic strip For Better or For Worse, qu'elle a lancé en 1978 et dont la publication a cessé en 2008.
Lynn Johnston vit et travaille à Corbeil dans le district de Nipissing en Ontario[réf. nécessaire].

## Biographie
Lynn Johnston naît le 28 mai 1947 à Collingwood en Ontario. Elle suit des études à l'école d'art de Vancouver pour se spécialiser dans la publicité. Pourtant, une fois qu'elle a obtenu son diplôme, elle travaille dans l'animation. Engagée par Canwest qui collabore avec Hanna-Barbera Productions, elle a l'occasion de travailler pour les Jay Ward Studios à Los Angeles mais son époux, cameraman, n'a pas le droit d'exercer son métier dans cette ville. Ils s'installent alors à Hamilton en Ontario. Elle est alors engagée comme dessinatrice médicale par l'hôpital général d' Hamilton puis par l'Université McMaster . Lorsqu'elle attend son premier enfant, elle commence une série humoristique compilée dans trois volumes :  David, We're Pregnant!, Hi, Mom! Hi, Dad! et Do They Ever Grow Up?. C'est durant cette période qu'elle divorce puis se remarie avec un étudiant en dentisterie. D'abord éditée au Canada, elle est repérée par un éditeur de Minneapolis qui l'incite à reprendre et améliorer sa série avant d'en envoyer des exemplaires à Universal Press Syndicate. Les responsables de cette société de distribution de comic strips lui proposent un contrat pour vingt ans en 1978.
Elle commence alors sa série For Better or For Worse dont le premier strip paraît le 9 septembre 1979. La série est un succès et Lynn Johnston s'y consacre de 1979 aux années 2000. Cela lui vaut de nombreuses récompenses dont en 1986 le prix Reuben. Elle est la première femme et la première Canadienne à le recevoir. Elle est aussi récompensée en 1991 par un Prix Inkpot et en 1999 par un Prix Harvey. Au début des années 1990, elle prend sous son aile l'autrice Jan Eliot pour l'aider à publier son comic strip Stone Soup. Elle arrête son strip à la fin des années 2000 mais les anciens épisodes continuent à être distribués.

## For Better or For Worse
Le strip For Better or For Worse  raconte la vie d'une famille canadienne inspirée de celle de Lynn Johnston. Le mari est dentiste et le couple a deux enfants. Comme dans Gasoline Alley de Frank King, les personnages vieillissent au même rythme que les lecteurs. Le strip est célèbre non seulement pour ses qualités d'écriture mais aussi pour avoir abordé plusieurs fois des thèmes difficiles (homosexualité, maltraitance des enfants, harcèlement sexuel, racisme, etc.). Pour avoir fait d'un des personnages un homosexuel, le strip a été censuré dans plus d'une centaine de journaux et Johnston a reçu des menaces de mort.

## Publications en français
- Family Life, Vents d'Ouest :

1. Si c'est des reproches, tu en as pour longtemps, 1999  (ISBN 2-86967-855-X).
2. Quoi ! Je suis enceinte ?, 2000  (ISBN 2-86967-889-4)[8].
3. Pourvu qu'il fasse attention à ma voiture !..., 2000  (ISBN 2-86967-925-4).

## Prix et récompenses
- 1986 : Prix Reuben pour For Better or For Worse
- 1987 : Prix Gemini de la meilleure série de bande dessinée
- 1991 : Prix Inkpot
- 1992 : Prix de la National Cartoonists Society du comic strip pour For Better or For Worse
- 1999 : Prix Harvey du meilleur comic strip pour For Better of For Worse
- 2002 : Temple de la renommée des auteures de bande dessinée
- 2003 : Étoile sur l'allée des célébrités canadiennes